# Sakuma Hanzō
Sakuma Hanzō est un nom japonais traditionnel ; le nom de famille (ou le nom d'école), Sakuma, précède donc le prénom (ou le nom d'artiste).
Sakuma Hanzō (佐久間 範造, 1844-1897) est un photographe japonais, pionnier de l'histoire de la photographie au Japon.